# جون بي. رايلي
جون بي. رايلي هو سياسي أمريكي، ولد في 18 مايو 1870 في نيو هيفن في الولايات المتحدة، وتوفي في 15 نوفمبر 1928 في ميامي في الولايات المتحدة.